# Chapelle Saint-Charles-Borromée
La chapelle Saint-Charles-Borromée, mieux connue sous le nom de chapelle du Grand séminaire, est une chapelle catholique comprise dans l’ensemble du grand séminaire Saint-Augustin-Schoeffler de Metz. Construite en 1907, pendant l’annexion allemande, elle est le seul édifice de la ville de Metz à posséder un dôme et une coupole.

## Contexte historique
À la suite du démantèlement des remparts médiévaux de Metz en 1905, des terrains se sont libérés autour du Kaiser Wilhelm Ring, future avenue Foch. C’était l’occasion de doter les étudiants du grand séminaire, datant de 1745, d’un lieu de culte convenable. L’idée lancée par l’abbé Nicolas Dorveaux fut adoptée officiellement le 2 décembre 1905. Ludwig Becker, auteur d’édifices religieux à Strasbourg et Coblence, ainsi que de l’église Saint-Joseph de Montigny-lès-Metz, fut nommé architecte principal. Paul Tornow, déjà connu pour avoir fait les plans du portail néogothique de la cathédrale, supervisa le projet.

## Construction et aménagements

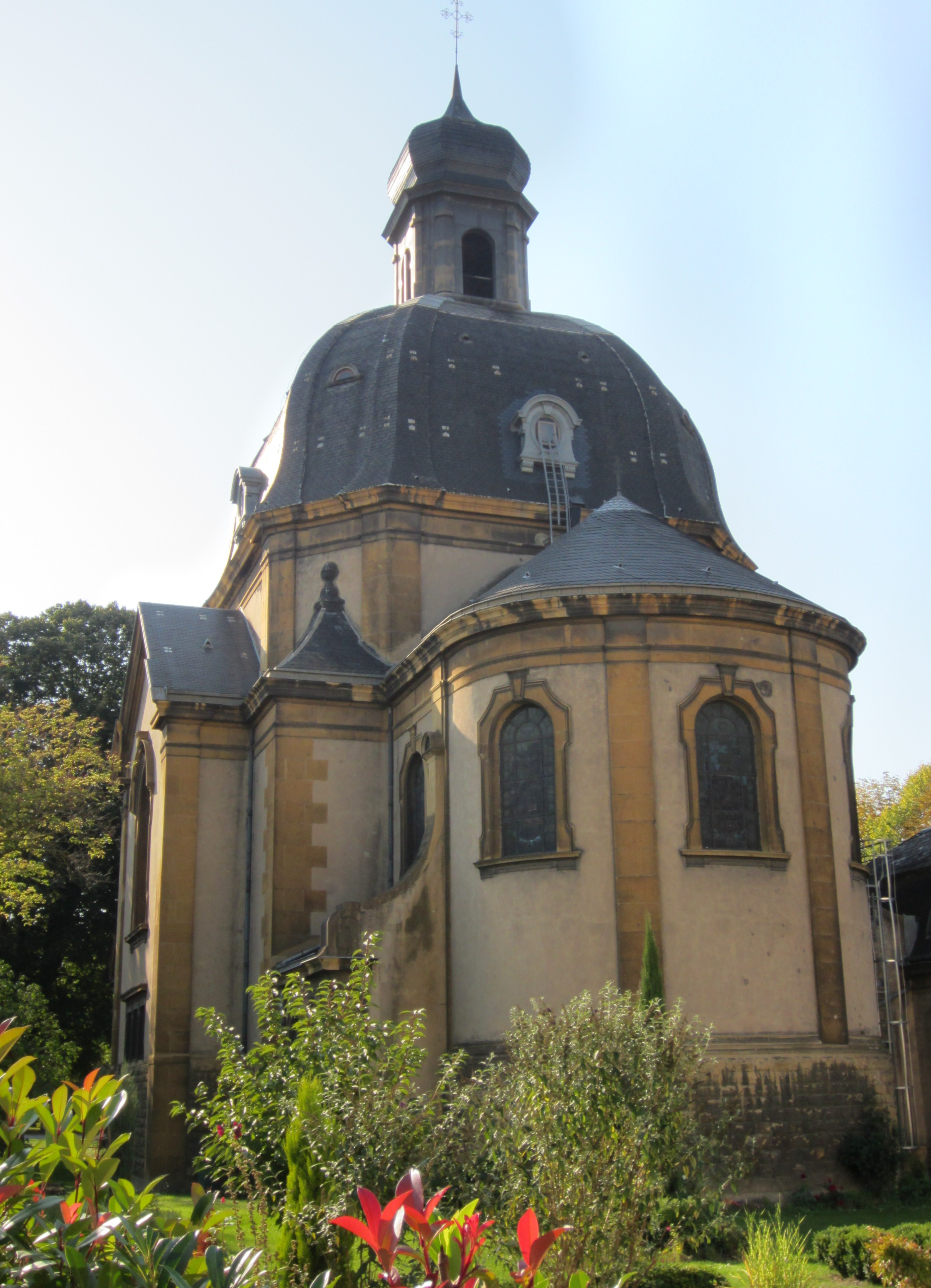
Chevet et dôme de la chapelle

Les travaux commencent immédiatement et s’achèvent en 1907. Pour ne pas rompre avec les bâtiments adjacents du XVIIIe siècle, et pour effectuer une transition harmonieuse avec le futur quartier impérial, la chapelle est de style néo-baroque, un style conforme aux goût architecturaux à cette époque en Allemagne. Le plan de l’édifice est centré. Au-dessus de façades assez sobres et orthodoxes, s’élève son dôme quadripartite, lui-même surmontée d’un clocheton à bulbe, des éléments caractéristiques du style néo-baroque. Son intérieur rigoureux et épuré est parfaitement comparable à la chapelle de la Sorbonne de Paris, par ses voûtes et sa coupole.